# Lijst van oorlogsmonumenten in Loon op Zand
De Nederlandse gemeente Loon op Zand heeft twee oorlogsmonument. Hieronder een overzicht.
| Nr. | Object                  | Herdachte groep                                                                                  | Ontwerper | Onthulling      | Type     | Locatie      | Plaats      | Coördinaten                  | Foto |
| --- | ----------------------- | ------------------------------------------------------------------------------------------------ | --------- | --------------- | -------- | ------------ | ----------- | ---------------------------- | ---- |
| 617 | Vredesmonument          | algemeen, militairen in dienst van het Ned. Kon. 1940-1945, burgerslachtoffers, verzet Nederland | Henk Mooy | 29 oktober 1994 | zuil     |              | Kaatsheuvel | 51° 37' 36" NB, 5° 4' 22" OL |      |
|     | Oorlogsmonument De Moer | burgerslachtoffers en militairen in dienst van het Ned. Kon. na 1945                             |           |                 | zwerfkei | Middelstraat | De Moer     |                              |      |

Alphen-Chaam ·
Altena ·
Asten ·
Baarle-Nassau ·
Bergeijk ·
Bergen op Zoom ·
Bernheze ·
Best ·
Bladel ·
Boekel ·
Boxtel ·
Breda ·
Cranendonck ·
Deurne ·
Dongen ·
Drimmelen ·
Eersel ·
Eindhoven ·
Etten-Leur ·
Geertruidenberg ·
Geldrop-Mierlo ·
Gemert-Bakel ·
Gilze en Rijen ·
Goirle ·
Halderberge ·
Heeze-Leende ·
Helmond ·
's-Hertogenbosch ·
Heusden ·
Hilvarenbeek ·
Laarbeek ·
Land van Cuijk ·
Loon op Zand ·
Maashorst ·
Meierijstad ·
Moerdijk ·
Nuenen, Gerwen en Nederwetten ·
Oirschot ·
Oisterwijk ·
Oosterhout ·
Oss ·
Reusel-De Mierden ·
Roosendaal ·
Rucphen ·
Sint-Michielsgestel ·
Someren ·
Son en Breugel ·
Steenbergen ·
Tilburg ·
Valkenswaard ·
Veldhoven ·
Vught ·
Waalre ·
Waalwijk ·
Woensdrecht ·
Zundert